# Manniophyton
Manniophyton é um género botânico pertencente à família Euphorbiaceae.
Estas espécies são trepadeiras.

## Espécies
Composto por 6 espécies:
- Manniophyton africanus
- Manniophyton angustifolium
- Manniophyton chevalieri
- Manniophyton fulvum
- Manniophyton tricuspe
- Manniophyton wildemanii

## Nome e referências
Manniophyton Müll.Arg.